# Sociedade Esportiva Pontaporanense
A Sociedade Esportiva Pontaporanense, anteriormente denominada de Clube Comercial de Ponta Porã, é um clube de futebol sediado em Ponta Porã, no estado de Mato Grosso do Sul. Fundada em 8 de outubro de 1953, conquistou o título da segunda divisão estadual em 2019.

## Títulos
- Campeonato Sul-Mato-Grossense - Série B: 2019[5]